# 하마자키 마사히로
하마자키 마사히로(일본어: 浜崎 昌弘, 1940년 3월 14일 ~ 2011년 10월 10일)는 일본의 전 축구 선수이다.

## 국가대표팀 경력
그는 1966년 아시안 게임에 참가할 일본 국가대표팀에 발탁되었으며, 12월 16일 싱가포르와의 경기에서 데뷔, 동메달 획득에 기여했다. 그는 국제 A매치 통산 2경기에 출전했다. 1968년 하계 올림픽에도 출전, 동메달 획득.

## 통계
| 일본 | 일본 | 일본 |
| 연도 | 출전 | 득점 |
| ---- | ---- | ---- |
| 1966 | 2    | 0    |
| 통산 | 2    | 0    |